# Mallomys
Mallomys é um género de roedor da família Muridae.

## Espécies
- Mallomys aroaensis (De Vis, 1907)
- Mallomys gunung Flannery, Aplin & Groves, 1989
- Mallomys istapantap Flannery, Aplin & Groves, 1989
- Mallomys rothschildi Thomas, 1898